# Cmentarz żydowski w Tolkmicku
Cmentarz żydowski w Tolkmicku – kirkut został założony poza miastem w 1802 roku. Mieścił się na wzniesieniu, niedaleko drogi do Fromborka. Obecnie brak po nim materialnego śladu.